# Roccavivara
Roccavivara là một đô thị ở tỉnh Campobasso trong vùng Molise thuộc nước Ý, có vị trí cách khoảng 30 km về phía bắc của Campobasso. Tại thời điểm ngày 31 tháng 12 năm 2004, đô thị này có dân số 979 người và diện tích là 20,9 km².
Roccavivara giáp các đô thị: Castelguidone, Castelmauro, Celenza sul Trigno, Montefalcone nel Sannio, San Giovanni Lipioni, Trivento.